# Cantigas de Santa Maria

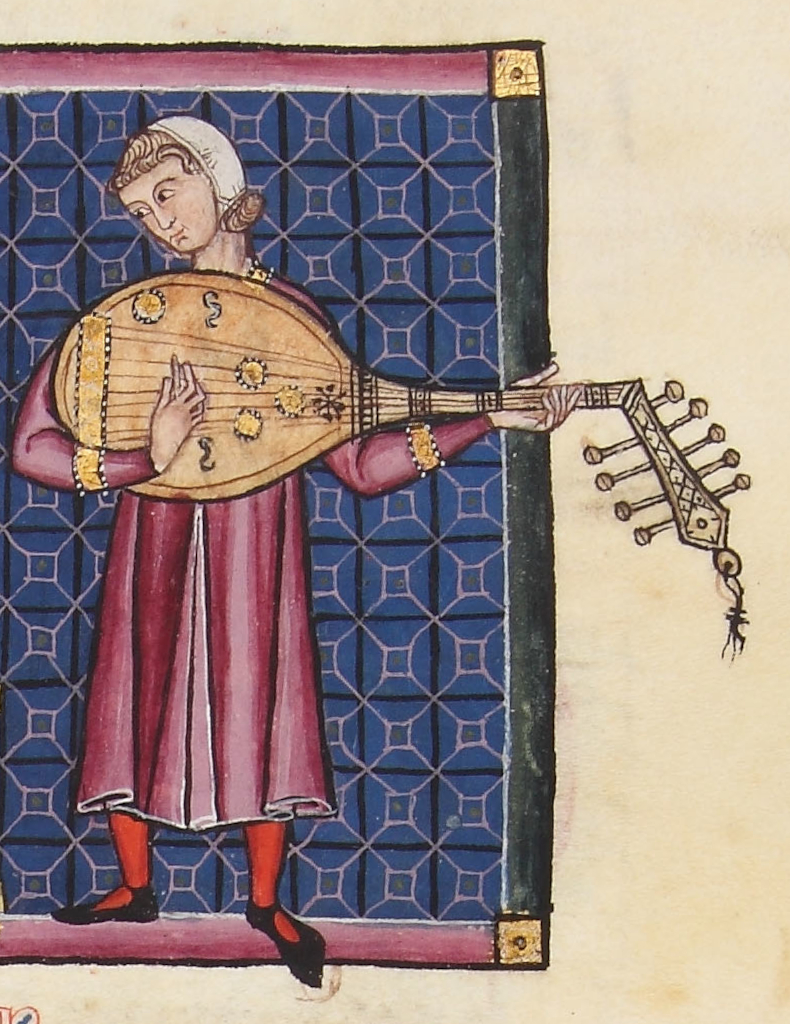
Lautenist. Illustration aus den Cantigas de Santa Maria, Kodex E, fol. 162r

Die Cantigas de Santa Maria (etwa: Lieder für die heilige Maria, abgekürzt: CSM) sind eine der größten Sammlungen von Liedern des Mittelalters. Sie sind in Galicisch-Portugiesisch, einer der mittelalterlichen Sprachen der Iberischen Halbinsel, verfasst und wurden während der Herrschaft und wahrscheinlich im Auftrag von König Alfons X. (1221–1284) gesammelt.

## Inhalt

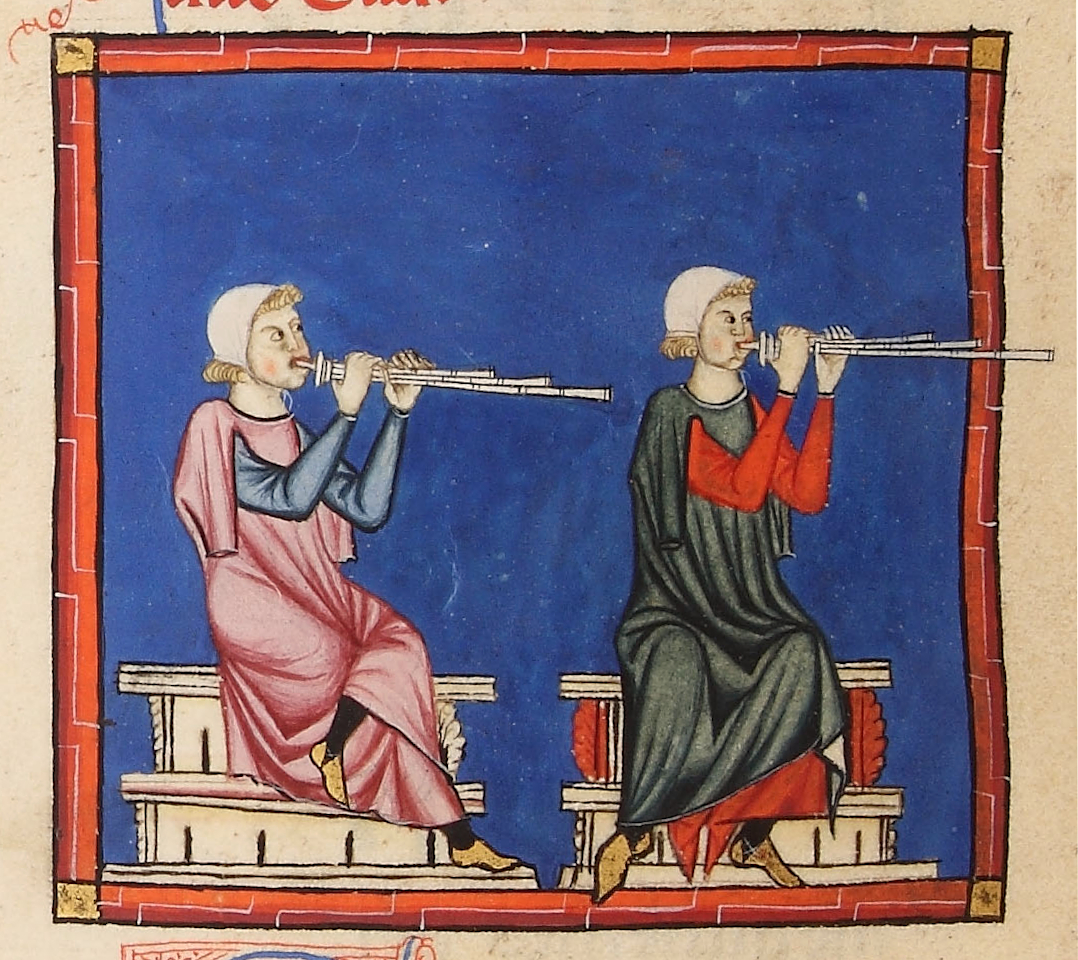
Zwei Musiker mit einem Einfachrohrblattinstrument, das aus drei verbundenen Schallröhren besteht und mit den Launeddas verwandt ist. Illustration aus dem Kodex E, fol. 79v

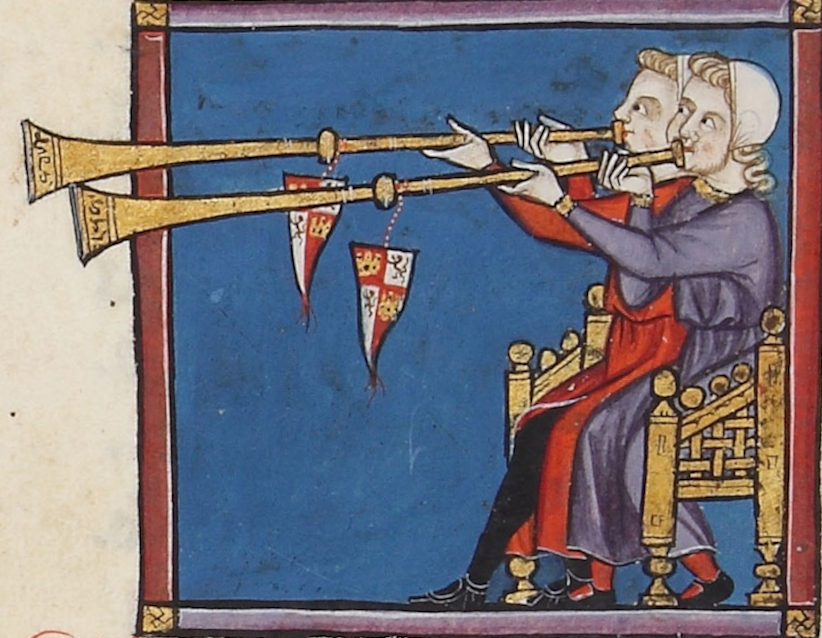
Zwei Musiker mit Langtrompeten añafiles. Illustration aus dem Cantiga 320, Kodex E, fol. 286r

Die Cantigas bestehen aus 420 Gedichten meist mit Mensuralnotation, welche vor allem dem Lobpreis der Jungfrau Maria dienen. Viele Lieder sind mit teils aufwändigen Miniaturen verziert. 357 dieser Lieder erzählen dabei von den Wundern der heiligen Maria. 63 weitere beschäftigen sich mit der Lehre Mariens und mit Marienfestlichkeiten. Die Lieder unterscheiden sich dabei untereinander sehr stark in ihrer Metrik. Am häufigsten sind Virelai und Rondo vertreten.
Alfonsos Projekt ist dabei nicht nur eine bloße Ansammlung von Liedern und Wunderberichten, sondern ein kulturelles Projekt von großer Bedeutung für die mittelalterliche Literatur, Musik und Kunst. Ihre Vollendung nahm den Großteil seiner Amtszeit in Anspruch (1252–1284). Er sah sie als ein wichtiges Mittel zu seinem politischen Überleben und seinem persönlichen Seelenheil.

## Autoren
Der Autor beziehungsweise die Autoren der Texte und Melodien sind nicht sicher zu benennen. Populärerweise werden die Cantigas aber oft Alfons X., König von Leon und Kastilien, zugeschrieben. Auf seine Anweisung hin, wurden die Cantigas nach seinem Ableben bei den Feiern zu seinem Todestag gesungen.
Walter Mettmann, Autor einer kritischen Ausgabe der Cantigas, glaubt, dass man viele der Lieder dem galicischen Dichter und Troubadour Airas Nunes zuordnen kann. Die Frage der direkten Beteiligung des Königs bleibt dabei ungeklärt, wobei einige Autoren zehn, andere etwa einhundert Melodien von ihm komponiert wissen wollen.

## Kopien
Bis heute sind vier Kopien der Cantigas erhalten geblieben. Sie stellen drei verschiedene Abschnitte in der Ausarbeitung der Liedersammlung dar.
- Der To-Kodex aus Toledo, eine frühe Sammlung von 100 Stücken. Er wird als erste redaktionelle Überarbeitung der Noten angesehen und wurde wahrscheinlich im 14. Jahrhundert kopiert. Ihm wurden nachträglich einige Anhänge zugefügt. Er wird heute in der Biblioteca Nacional de Madrid verwahrt (Signatur MS 10069).

In der zweiten Phase wurde die Sammlung stark erweitert (auf etwa 400 Stücke) und reich ornamental ausgeschmückt. Diese Bearbeitungsphase besteht aus dem
- T-Kodex, auch códice rico genannt, der in der Bibliothek des Escorial aufbewahrt wird (Signatur MS T.I.1), und dem
- F-Kodex, dem sogenannten Florentiner Manuskript. Dieses wurde in einem unvollständigen und ungeordneten Zustand belassen. Es enthält 109 der Cantigas, jedoch keine Noten, sondern nur leere Notenlinien. Heute wird dieser Kodex in der Biblioteca Nazionale Centrale in Florenz aufbewahrt (Signatur Banco Rari 20).

In der letzten Phase entstand der
- E-Kodex oder códice de los músicos, der sich ebenfalls im Escorial befindet (Signatur MS B.I.2). Er besteht aus zwei Bänden und stellt die größte der Cantigas-Sammlungen dar. Er ist in gotischer Handschrift geschrieben und ist mit 1262 Miniaturen verziert. Diese Version entstand um 1280 bis 1283. Sie weist einige kleine Fehler und Zeichen einer hastigen Vollendung auf.